# FAB-50
FAB-50 (ros. ФАБ-50 – Фугасная Авиационная Бомба) – rosyjska burząca bomba lotnicza ogólnego przeznaczenia o wagomiarze 50 kg.

## Historia
Niekierowana bomba lotnicza FAB-50 została opracowania przez zakłady Kronsztadt (ros. Кронштадт) w Petersburgu jako uzbrojenie dronów uderzeniowych wprowadzanych na wyposażenie Sił Powietrznych Federacji Rosyjskiej. Bomba została zaprojektowany do atakowania siły żywej, pojazdów nieopancerzonych i opancerzonych. Jest przenoszona na belce podwieszeniowej BD-2-U. Jako ładunek bojowy wykorzystano głowicę stosowaną w pociskach wyrzutni MLRS „Grad” o masie własnej 37 kg. Po raz pierwszy bomba została zaprezentowana publicznie na forum Armia-2020.
W armii Federacji Rosyjskiej została wprowadzona na wyposażenie drona Orion. 